# Коефицијент хармонијских изобличења
Коефицијент хармонијских изобличења, или ТХД електричног сигнала, је мера хармоничке дисторзије која је присутна и дефинисан је као однос збира квадрата свих хармоничких компоненти према квадрату основне фреквенције. ТХД се користи како би се окарактерисала линеарност аудио система и квалитет снаге електричног система. Фактор дисторзије је уско повезан термин, који се понекад користи као синоним.
У аудио системима, мања вредност ТХД-а значи да компоненте у звучницима, појачала или микрофони производе тачнији звук смањивањем нежељених хармоника које додаје електроника или аудио медиј.
У електричним системима веће снаге, мања ТХД вредност значи смањење максималних вредности струје, загревања, емисија, и губитака језгра у моторима

## Дефиниције
Како би се разумео систем који има улаз и излаз као што је аудио појачало, почињемо од идеалног система где је функција преноса линеарна и временски непроменљива. Када сигнал прође кроз неидеални, нелинеарни уређај, додатни сигнал је додат у хармонике оригиналних фреквенција. ТХД је мера величине такве дисторзије.
Када је улаз чист синусоидни сигнал, мерење је најчешће дефинисано као однос амплитуде ефективне вредности скупа виших харминичких фреквенција према ефективној вредности првог хармоника или основној фреквенцији:
{\displaystyle \mathrm {THD_{F}} ={\frac {\sqrt {V_{2}^{2}+V_{3}^{2}+V_{4}^{2}+\cdots +V_{n}^{2}}}{V_{1}}}}
где је Vi ефективна вредност напона i-тог хармоника и i = 1 је основна фреквенција.
Ова врста мерења се често користи у спецификацијама аудио дисторзија (проценти ТХД-а), али то је не стандардна спецификација тако да резултати између различитих произвођача не могу лако да се пореде. Пошто се мере појединачне вредности амплитуда, потребно је да произвођач нагласи опсег фреквентног сигнала при коме је вршено тестирање, ниво сигнала и појачање, као и број мерења. Могуће је измерити цео фреквентни опсег 20–20 kHz користећи линеарно фреквентно повећавајући сигнал (иако дисторзија за основну фреквенцију изнад 10 kHz није чујна). За сву опрему за обраду сигнала, изузев микрофонских претпојачала, пожељно појачање је 1. За микрофонска претпојачала, стандардна пракса је коришћење максималног појачања.
Мерења за израчунавање ТХД-а се врши на излазу уређаја под одређеним условима. ТХД се уобичајено изражава у процентима или у Децибелима (ДБ) реалативно у односу на основну фреквенцију.
Варијанта дефиниције користи основну фреквенцију плус хармонике као референцу, мада се такво коришћење не препоручује:
{\displaystyle \mathrm {THD_{R}} ={\frac {\sqrt {V_{2}^{2}+V_{3}^{2}+V_{4}^{2}+\cdots +V_{n}^{2}}}{\sqrt {V_{1}^{2}+V_{2}^{2}+V_{3}^{2}+\cdots +V_{n}^{2}}}}}
Могу да се разликују два облика, THDF' (за основну фреквенцију) и THDR (за корен средње вредности) ТХДР не може да пређе 100%. На малим нивоима дисторзије, разлика између два метода рачунања је неприметна. На пример, за сигнал са ТХДФ од 10% добија се врло сличан ТХДР од 9,95%. Али, на већим нивоима дисторзије, разлика постаје велика. На пример, за сигнал са ТХДФ од 266% постоји ТХДР од 94%.
Неки користе темин коефицијент "дисторзије" као синоним за THDR, док га други користе за синоним од THDF.

## ТХД+Н
ТХД+Н означава средњи коефицијент хармонијских изобличења плус шум. Ово мерење је доста чешће и погодније за упоређивање између уређаја. Обично се мери са тест сигналом синусоидног облика, ноч филтером на излазу, и поређењем односа излазног сигнала са и без синусног сигнала:
{\displaystyle \mathrm {THD+N} ={\frac {\displaystyle \sum _{n=2}^{\infty }{\text{harmonics}}+{\text{noise}}}{\text{fundamental}}}}
Као и мерење ТХДа, ово је однос ефективних вредности.
Сврсисходно мерење мора да садржи опсег мерења. Овакво мерење узима у обзир ефекте од интермодулационе дисторзије, и још аспеката, уз хармонијска изобличења. За психоакустична мерења, примењује се модификација А-кривом или ITU-R BS.468, што се ради како би се нагласио спектар фреквенција које су најчујније лјудском уву, што доводи до тачнијег мерења.
За дату улазну феквенцију и амплитуду, ТХД+Н је једнак СИНАДу, под условом да су оба мерења урађена на истом фреквентном опсегу.

## Мерење
Дисторзија сигнала релативна у односу на чист синусоидни сигнал може да се измери користећи ТХД анализатор како би се анализирао излазни облик сигнала у односу на своје хармонике и приметила амплитуда сваког хармоника у односу на основну фреквенцију; или поништавањем основне фреквенције уз помоћ ноч филтера и мерењем остатка сигнала, који ће чинити укупна хармонијска дисторзија плус шум.
Синусоидни генератор фреквенција веома малог шума може да се користи на улазу појачавачке опреме, чија дисторзија на различитим фреквенцијама и нивои сигнала могу да се измере испитивањем облика излазног сигнала.
Постоји електронска опрема за генерисање синусоидних сигнала и за мерење дисторзије; али обичан рачунар опремљен звучном картицом може да врши анализу хармоника са одговарајућим програмом. Различити програми могу да се користе за генерисање синусоидних сигнала, али дисторзија саме звучне картице може да буде сувише велика за мерење веома појачала са веома малом дисторзијом.

### Интерпретација
За многе примене различити типови хармоника нису еквивалентни. На пример, дисторзија скретнице на датој ТХД је много чујнија него дисторзија услед сечења сигнала (клипинг) на истој ТХД, пошто су настали хармоници на много вишој фреквенцији, која се не маскира лако основном фреквенцијом Један ТХД број није адекватна репрезентација звука, и мора бити интерпретиран пажљиво. Мерењем ТХДа на различитим нивоима излаза, може да открије да ли је дисторзија настала услед сечења сигнала (која се појачава са нивоом) или скретнице (која се смањује са нивоом).
ТХД је просек већег броја хармоника који су једнако рачунати, иако истраживања која су споведена декадама у историји показују да се хармоници мањег реда теже чују на истој јачини у односу на хармонике вишег реда. Додатно, парни хармоници се углавном теже чују од непарних. Велики број формула које покушавају да доведу у везу ТХД са стварном чујношћу су објављена, али ниједно није постало широко прихваћено.